# Serie N de Nokia

Logotipo de la Serie N de Nokia.

La Serie N de Nokia era un conjunto de dispositivos multimedia (algunos bajo la categoría de "teléfono inteligente") que fueron fabricados por Nokia.

## Introducción
Nokia anunció junto a Carl Zeiss el 27 de abril de 2005 en Ámsterdam una nueva sub-marca llamada Nokia serie N. Se trataba de una familia de productos consistente en ordenadores móviles multimedia. Estos dispositivos soportan servicios multimedia digitales: música, vídeo, fotografía, juegos y acceso a Internet. Todos ellos pueden conectar a Internet mediante tecnologías inalámbricas de alta velocidad (como GPRS, UMTS, HSDPA o WiFi).

## Sistemas operativos de la serie N

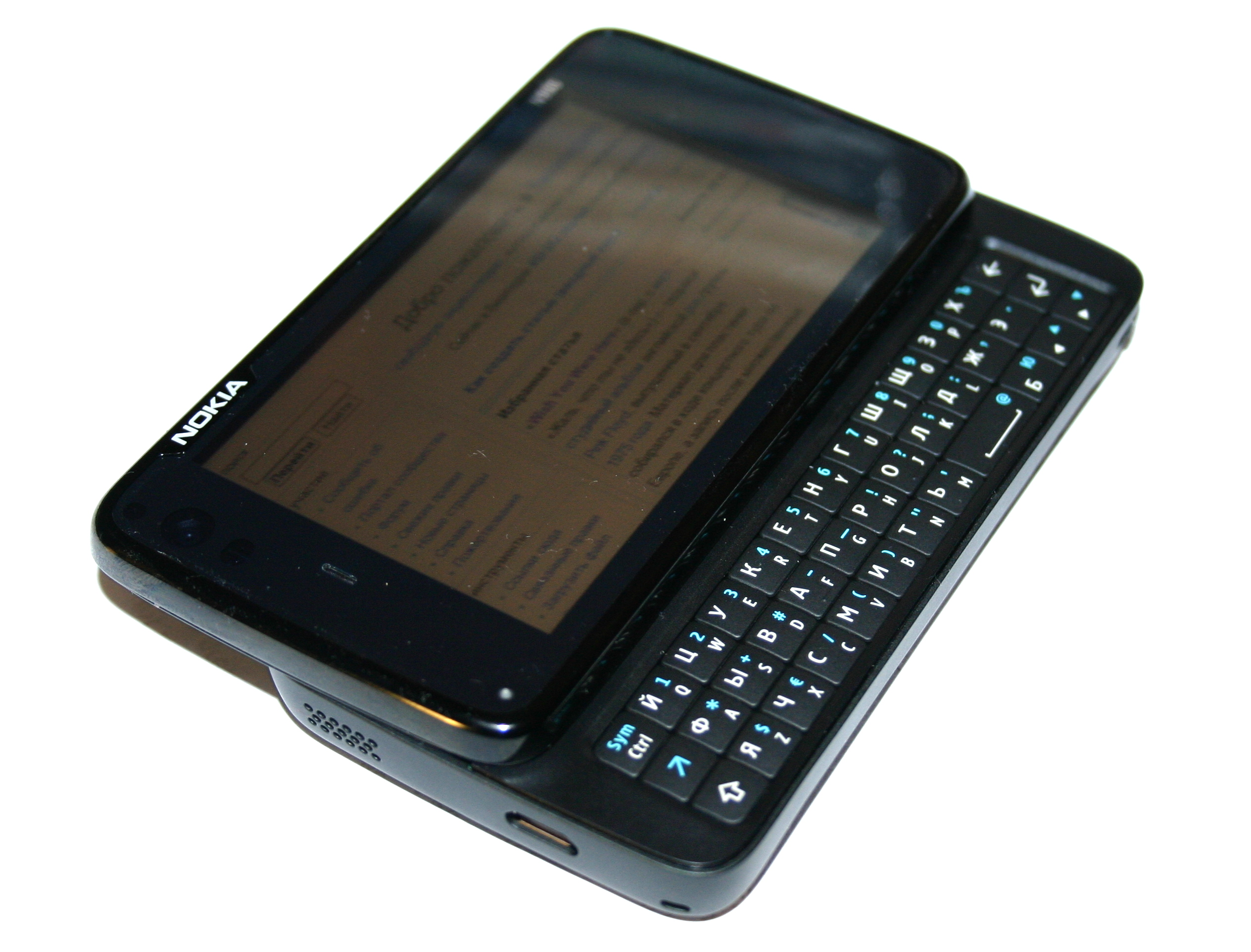
Nokia N900, dispositivo de la serie N

El primer dispositivo de la serie, el N70, utilizaba la versión 8.1 del sistema operativo Symbian OS. Más adelante, Nokia comenzó a utilizar la versión 9 de dicho sistema para todos los dispositivos posteriores de la serie N (excepto el N72, que estaba basado en el N70). Sin embargo, para los dispositivos de tipo "Internet Tablet" (Nokia N770, N800 y Nokia N810) se utilizó la plataforma Maemo 3.0 (o 5.0, en el caso del N900) en lugar de Symbian. El último teléfono de la gama, el Nokia N9, utilizó el sistema operativo MeeGo.

## Modelos
Los primeros modelos lanzados fueron el N70, el N90 y el N91. Posteriormente, el 2 de noviembre de 2005, los modelos N71, N80, y N92.
El 25 de abril de 2006 se anunciaron los modelos N72, N73 y N93. El 26 de septiembre de 2006 fueron anunciados el N75 y el N95. Y en este mismo mes el N91 8gb.
En enero de 2007 fueron presentados los modelos N93i y N76. En febrero de 2007 fue lanzado el N77. El 30 de agosto de 2007 los modelos N81 8gb, N81 y N95 8gb. El 14 de noviembre de 2007 fue lanzado el N82.
El 10 de febrero de 2008 fueron presentados en el Mobile World Congress los modelos N78 y N96, mejorando en gran parte la serie N. En agosto del 2008 fueron anunciados los nuevos modelos N85 y N79, los cuales representaron un gran avance al contar con el sistema operativo Symbian Feature pack 2.
En junio de 2009 la compañía presentó el N97, el primer N series con "Full touchscreen" y "Full QWERTY keyboard". También el N86 de 8mpx y 8gb internos.
En abril de 2010 fue presentado el N8, que fue el primer Nokia con pantalla capacitativa multitouch.
El último teléfono de la gama, el N9, se anunció el 21 de junio de 2011 en el evento Nokia Connection en Singapur.
A finales del 2012, Nokia confirmó que ya no volverían a producir teléfonos de la serie N y que el soporte técnico de estos móviles se abandonaría en enero de 2014.

### Todos los modelos
- N70

- N70 Music Edition

- N71

- N72

- N73

- N73 Music Edition

- N75

- N76

- N77

- N78

- N79

- N80

- N80 Internet Edition

- N81

- N81 8GB

- N82

- N85

- N86

- N90

- N91

- N91 8GB

- N92

- N93

- N93 Golf Edition

- N93i

- N95

- N95 8GB

- N96

- N97

- N97 Mini

- N770 Internet Tablet

- N800 Internet Tablet

- N810 Internet Tablet

- N810 WiMax Edition Internet Tablet

- N900

- N-Gage

- N8

- N9